# Бартош Біда
Бпртош Біда (пол. Bartosz Bida, нар., 21 лютого 2001, Висока Ґлоґовська, Польща) — польський футболіст, нападник клубу «Ягеллонія».

## Клубна кар'єра
Бартош Біда народився у селі Висока Ґлоґовська поблизу Ряшева, що у Підкарпатському воєводстві. Грати у футбол починав у місцевому клубі «Сталь» (Ряшів). У 2015 році Бартош приєднався до футбольної академії клубу Екстракласи «Ягеллонія» з Білостока.
Сезон 2018/19 Біда провів у клубі «Вігри» (Сувалки), куди відправився на правах оренди для набору ігрової практики.
19 липня 2019 року Біда дебютував в основі «Ягеллонії» і вже в першому ж матчі відзначився забитим голом.

## Збірна
Бартош Біда з 2017 року виступав за юнацькі збірні Польщі різних вікових категорій. У молодіжній збірній Польщі Біда провів п'ять матчів.